# El Haimoune
El Haimoune (àrab: الهائمون, Al-hāʾimūn, ‘Els vagarosos'; francès: Les Baliseurs du désert) és una pel·lícula del 1984 de l'escriptor i director tunisià Nacer Khemir. És la primera part de la seva «Trilogia del desert», que també inclou Le collier perdu de la colombe i Bab'Aziz. És protagonitzada per Nacer Khemir, Soufiane Makni, Noureddine Kasbaoui, Hedi Daoud i Sonia Ichti. Va ser filmada a Tunísia.

## Sinopsi
El Haimoune és un conte sufí, una pel·lícula basada en un poema, una recerca d'arrels, amor i llibertat. Un jove mestre arriba a un poble construït a la vora del desert on els nens no han anat mai a l'escola. A part dels nens, el poble està habitat per homes i dones grans i per una jove misteriosa i bonica. Els homes van marxar a buscar els límits del desert il·limitat. Finalment, el professor queda captivat pel brillant món de la sorra i la melodia andalusa dels seus vagabunds. En aquesta història, màgia i realitat se superposen per cantar la bellesa del desert. El cineasta, a través de plans i seqüències curosament planificades, que són tractades com a quadres, i amb la poesia dels seus escrits, ret un homenatge a l'esplendor de la cultura àrab.

## Repartiment
- Nacer Khemir: Lehrer
- Soufiane Makni: Houcine
- Noureddine Kasbaoui: Registrador
- Sonia Ichti: Tochter/Filla del xeic
- Abdeladhim Abdelhak: Hadj
- Hedi Daoud: xeic
- Hassen Khalsi: oficial de policia
- Jamila Ourabi: Grossmutter
- Hamadi Laghmani: Jugador

## Estrena
El DVD El Haimoune es va publicar el 25 de març de 2008. Està en àrab amb subtítols en anglès.

## Premis
- Trois Continents, Nantes, 1984[6]
- VI edició de la Mostra de València, 1984[7]
- Cartago, 1984[6]